# فريا
فريا (النوردية القديمة Freyja وتعني "السيدة") هي إلهة في الأساطير الإسكندنافية ترتبط بالحب والجنس والجمال والخصوبة والذهب والحرب والموت. فريا هي صاحب قلادة بريسينغامين، وتركب عربة تجرّها قطتان، ويرافقها الخنزير هيلديسفيني، وتملك عباءة من ريش الصقر. وأنجبت من زوجها أودين اِبنتين، همل هنوس وغيرسيمي. وهي من عرق الفانير، إلى جانب مع شقيقها فري، ووالدها نيورد، وأمها (شقيقة نيورد، لم يذكر اسمها في المصادر).
تحكم فريا حقلها السماوي فولكفانغر وهناك تتلقى نصف أولئك الذين يموتون في المعركة، في حين يذهب النصف الآخر إلى قاعة الإله أودين، وهي فالهالا. داخل هذا الحقل تقع قاعتها، سيسرومنير. تساعد فريا الآلهة الأخرى بالسماح لهم باستخدام عباءة الريش، وتُستحضر في مسائل الخصوبة والحب، وكثيرًا ما يسعى اليوتن الأقوياء لطلب يدها. وغالبًا ما يكون زوجها، الإله أودين، غائبًا. وتبكي دموعا من الذهب الأحمر عليه، وتبحث عنه تحت أسماء أخرى. لدى فريا العديد من الأسماء، مثل غيفن Gefn وهورن Hörn وماردول Mardöll وسير Sýr وفالفريا Valfreyja وفاناديس Vanadís.
تظهر فريا في إيدا الشعرية التي تم تجميعها في القرن الثالث عشر من المصادر الشعبية السابقة. وفي نثر إيدا وهايمسكرينغلا، والتي نظمها سنوري ستورلوسون في القرن الثالث عشر؛ في عدة ملاحم أيسلندية، وفي القصة القصيرة سورلا ثاتر؛ في شعر السكالد. وفي الفولكلور الاسكندنافي الحديث.
جادل العلماء بأن فريا والإلهة فريغ تأنيان المطاف من إلهة واحدة مشتركة بين الشعوب الجرمانية، وتم ربطها بالفالكيري، الأرواح التي تحتار قتلى المعارك. وتم تحليل علاقتها بآلهة وشخصيات أخرى في الميثولوجيا الجرمانية. يظهر اسم فريا في العديد من أسماء الأماكن في الدول الاسكندنافية، ويتركز هذا في جنوب السويد. وكانت بعض النباتات في اسكندنافيا تحمل اسمها من قبل، ولكن تم استبدالها باسم مريم العذراء أثناء عملية التنصير. استمر سكان الدول الاسكندنافية في الاعتراف بفريا كشخصية خارقة للطبيعة في القرن التاسع عشر، وقد ألهمت أعمالاً فنية متنوعة.